# Răzvan Ochiroșii
Răzvan Iulian Ochiroșii (n. 13 martie 1989, Galați, România) este un fotbalist român, în prezent legitimat la Club Deportivo Guijuelo[*] în Segunda División B.
A început fotbalul la Steaua Dunării Galați, echipă la care a activat până în 2005, când a fost transferat la Steaua București. Debutul în prima ligă din România s-a petrecut la 17 mai 2006, în meciul FCM Bacău - Steaua București 0-2.
Cel mai important gol al carierei pentru Steaua este cel înscris pe stadionul Giulești împotriva Rapidului, în returul campionatului 2006-2007, gol care a și adus victoria roș-albaștrilor cu 3-2.

## Titluri
| Sezon     | Club                | Titlu              |
| --------- | ------------------- | ------------------ |
| 2005-2006 | FC Steaua București | Divizia A          |
| 2005-2006 | FC Steaua București | Supercupa României |
| 2010-2011 | FC Oțelul Galați    | Liga I             |

## Profil
- Profilul lui Răzvan Ochiroșii pe romaniansoccer.ro
- Profilul lui Răzvan Ochiroșii pe steauafc.com Arhivat în 15 iunie 2015, la Wayback Machine.